# 2003-as Australian Open
A 2003-as Australian Open az év első Grand Slam-tornája, az Australian Open 91. kiadása volt. Január 13. és január 26. között rendezték meg Melbourne-ben. A férfiaknál Andre Agassi, nőknél Serena Williams nyert.
A vegyes párosok küzdelmét – az indiai Lindzser Peddzsel az oldalán – a 46 éves Martina Navratilova nyerte meg, amivel ő lett minden idők legidősebb Grand Slam-bajnoka.

## Döntők

### Férfi egyes
Andre Agassi –  Rainer Schüttler, 6–2, 6–2, 6–1

### Női egyes
Serena Williams –  Venus Williams, 7–6(4), 3–6, 6–4

### Férfi páros
Michaël Llodra /  Fabrice Santoro –  Mark Knowles /  Daniel Nestor, 6–4, 3–6, 6–3

### Női páros
Serena Williams /  Venus Williams -  Virginia Ruano Pascual /  Paola Suárez, 4–6, 6–4, 6–3

### Vegyes páros
Martina Navratilova /  Lijendar Pedzs –  Todd Woodbridge /  Eléni Danjilídu, 6–4, 7–5

## Juniorok

### Fiú egyéni
Márkosz Pagdatísz –  Florin Mergea, 6–4, 6–4

### Lány egyéni
Barbora Strýcová –  Viktorija Kutuzova, 0–6, 6–2, 6–2

### Fiú páros
Scott Oudsema /  Phillip Simmonds –  Florin Mergea /  Horia Tecău, 6–4, 6–4

### Lány páros
Casey Dellacqua /  Adriana Szili –  Petra Cetkovská /  Barbora Strýcová, 6–3, 4–4, feladták